# 안드레이 갈라찬
안드레이 파블로비치 갈라트산(러시아어: Андрей Павлович Галацан, 1875년 7월 1일~1943년 9월 5일)은 러시아의 사회주의 운동가이자 콤라트 공화국의 국가원수였다.

## 생애
안드레이 파블로비치 갈라찬은 1875년 7월 1일, 러시아 제국 베사라비아현 콤라트에서 농민의 아들로 태어났다.
세바스토폴 콘스탄티노프스키 레알슐레를 졸업한 후 하르키우 대학교 기계과에서 공부했다. 이때 그는 사회주의 사상에 대해서 관심을 가지게 되었지만 1899년 학생 폭동에 가담했다는 이유로 퇴학당했다. 그 후 갈라찬은 법에 따라 러시아 제국군에 입대하게 된다.
그는 공부를 계속하고 싶어 예카테리노슬라프 광산학교와 니콜라이 2세 모스크바 철도학교에 지원했지만 폭동의 가담자라는 전과 때문에 모두 거절당했다. 1902년부터 그는 콤라트에 살면서 마을 주민들에게 사회주의 사상을 전파했다.
1905년 러시아 혁명이 발발하자 그는 콤라트 주민들을 설득해 함께 사회주의 운동을 벌였다. 운동이 커지자 1906년 1월 6일 그는 사회주의 공화국인 콤라트 공화국을 설립했지만 이는 6일이 지난 1월 12일 러시아 제국에 의해 소멸되었다. 갈라찬은 이 사건으로 선동 혐의를 받아 시베리아로 추방되었다.
10월 혁명 이후 소련이 설립되며 시베리아에서 돌아온 그는 모스크바와 레닌그라드에서 경제 분야의 디자인 프로젝트에 참여했다. 1941년 동부 전선에서의 전투가 시작되면서 보로비치로 대피하여 군수물자 생산업에 종사했다.
나치 독일이 보로비치를 점령하고, 그는 포로로 잡혀 1943년 9월 8일 총살당했다.

## 기념
콤라트 중앙의 거리 중 하나는 그의 이름을 딴 갈라찬으로 명명되었다. 거리에는 그를 기념하는 위령비가 세워져 있다. 1987년 러시아의 작가 N.V. 바빌룽가는 그의 삶에 관한 에세이를 출판했다.